# Kushkot
Kushkot (nepalski: कुशकोट) – gaun wikas samiti w zachodniej części Nepalu w strefie Seti w dystrykcie Achham. Według nepalskiego spisu powszechnego z 2011 roku liczył on 792 gospodarstwa domowe i 4654 mieszkańców (2468 kobiet i 2186 mężczyzn).